# Mannophryne larandina
Mannophryne larandina är en groddjursart som först beskrevs av Yústiz 1991.  Mannophryne larandina ingår i släktet Mannophryne och familjen Aromobatidae. IUCN kategoriserar arten globalt som otillräckligt studerad. Inga underarter finns listade i Catalogue of Life.